# Rancho Los Alamitos
Rancho Los Alamitos toma su nombre de una concesión de la tierra mexicana en el suroeste del condado de Los Ángeles y al noroeste del condado de Orange, California.  Los Alamitos tiene este nombre por los álamos nativos de California Fremont Cottonwood (Populus fremontii) que allí se encontraban.
Rancho Los Alamitos originalmente incluía gran parte del este actual de Long Beach y todas las ciudades / comunidades del Condado de Orange de Los Alamitos y Rossmoor y la mayor parte de Seal Beach, Cypress, Stanton y Garden Grove en el Sur de California.
También se refiere a veces como «Bixby Ranch», por sus últimos propietarios privados. La casa del rancho de adobe de principios del siglo XIX, aún sigue en pie, que actualmente alberga un museo que presenta la historia de la zona.

## Historia
La historia de los 85,000 acres 340 km² de Rancho Los Alamitos es casi un microcosmos de la historia de la expansión a lo largo del sur de California, de las culturas de los nativos norteamericanos hasta los tiempos actuales.
El área fue primero la ubicación alrededor de 500 C.E. - 1780 de la principal aldea ceremonial sagrada y comercial de Povuu'nga de la cultura Tongva—Gabrieliño, ahora un sitio arqueológico.
Después de la ocupación española de la propiedad iba a cambiar y los límites se contraerían muchas veces. Situado entre las bocas de la siempre cambiante llanura de inundación de los ríos Los Ángeles, San Gabriel y Río Santa Ana, el terreno costero llano del rancho es un suelo rico prácticamente plana, y estaba sujeto a frecuentes inundaciones. El edificio en del rancho está situado cerca del manantial de  Puvunga, junto a una de las pocas pequeñas colinas, Alamitos Mesa, en la zona.  
Rancho Los Alamitos fue uno de los cinco ranchos que resultaron de la partición del original Rancho Los Nietos subvención dada a Manuel Nieto, un exsargento del ejército español, en 1784 por el gobernador Pedro Fages, casualmente su excomandante.  La concesión de Nieto fue no sólo una de las tres primeras otorgadas por los españoles en Alta California, sino que también fue la más grande. Después que Nieto murió, sus hijos solicitaron que fuera dividida su concesión original. En 1834, el gobernador mexicano José Figueroa declaró oficialmente Rancho Los Alamitos como una de las cinco particiones.
En 1844, el rancho fue comprado por Abel Stearns, un nativo de Massachusetts que tipifica los muchos yanquis que se establecieron en California y se fusionaron con la población dominante de californios mexicanos. Stearns, que se casó con Arcadia Bandini, la hija de uno de los primeros líderes cívico y empresarial de la región, el español Juan Bandini, que se convirtió en uno de los principales comerciantes y los grandes propietarios de ranchos en la Alta California de México.
El rancho estaba en la periferia de las batallas que se efectuaron en la «Campaña de California» de la Guerra México-Estados Unidos por 1846. Durante la Fiebre del oro de California, el rancho suministra gran parte de la carne de vacuno que se pastoreaba al norte, para alimentar a la creciente cantidad de inmigrantes que fueron acudiendo en masa a los campos de oro de California del Norte a partir de 1848. Después de que California se convirtiera en un Estado de los Estados Unidos en 1850, Rancho Los Alamitos fue la sede de la más grande hacienda ganadera entonces en existencia en los Estados Unidos. A través de astutas relaciones de negocios, Stearns asumió el control de Los Alamitos y muchos otros ranchos de los alrededores.
Después de una sequía desastrosa en la década de 1860, Stearns perdió el control de la hacienda, que estaba entonces subarrendada a un número de agricultores hasta la década de 1880, cuando John W. Bixby, un primo de Jotam Bixby y Llewellyn Bixby quien controlaba el adyacente Rancho Los Cerritos, compró el rancho junto con un grupo que incluía a sus primos y Isaias Hellman, el fundador del Farmers and Merchants Bank of Los Angeles.
Tratando de capitalizar el auge de la compra de tierras de 1880 en el sur de California, John Bixby desarrolló el asentamiento de «Alamitos Beach», (un barrio de Long Beach en la actualidad). Antes de que Bixby, pudiera hacer mucho más, este murió repentinamente en 1888, al parecer, un ataque de apendicitis, y Rancho Los Alamitos fue segregado en tres partes-Las principales propiedades de Alamitos Beach edificadas fueron compartidos por igual, mientras que el resto del rancho, los herederos de John Bixby mantuvieron la sección central, los primos Bixby de Rancho Los Cerritos asumieron el control de la parte norte del rancho, y Hellman tomó el control de las tierras del sur alrededor de la Seal Beach de nuestros días. Por desgracia, una crisis financiera impidió a los diversos partidos de perseguir seriamente el sueño de John Bixby de desarrollar Alamitos Beach.
Los Bixbys durante un tiempo habían coqueteado con la producción de remolacha en sus propiedades del Norte de California. Ahora bien, en la década de 1890 todavía luchan financieramente, Jotam Bixby dispuesto para proporcionar tierras para la producción de remolacha azucarera y recaudó capital de William Clark, quien fue uno de los hombres más ricos de los Estados Unidos debido a sus propiedades de minas de cobre en Montana y plata en Arizona, así como de las compañías eléctricas y de ferrocarriles, para construir una planta de refinería de remolacha azucarera en una parte de la propiedad de Bixby Ranch. Posteriores descubrimientos de petróleo desde el «Long Beach Oil Field» financiaron el rancho.  
La histórica casa de rancho, que rodea las instalaciones ganaderas, y un poco de paisaje abierto de Rancho Los Alamitos todavía se puede encontrar junto a la Cal State Long Beach. Los descendientes de la familia Bixby donaron la propiedad a la Ciudad de Long Beach, en 1967.

## Los sitios históricos del Rancho
El rancho de Adobe de principios del siglo XIX sigue en pie hoy en día con sus jardines históricos por Frederick Law Olmsted, Jr. y Florence Yoch & Lucile Council, se encuentran enlistados en el National Register of Historic Places, y abiertos a la visita del público en general. 
La casa y terrenos del Rancho Los Alamitos son un museo que presenta la historia de los tiempos de esplendor del rancho, de la casa de campo, y la región.